# Dischisma fruticosum
Dischisma fruticosum là một loài thực vật có hoa trong họ Huyền sâm. Loài này được (L.f.) Rolfe mô tả khoa học đầu tiên năm 1883.